# Patricia Marx & Bruno E.
Patricia Marx & Bruno E. é o décimo álbum de estúdio da cantora e compositora brasileira Patricia Marx. Lançado em 27 de novembro de 2010, com dois discos: um CD com as canções e um DVD com gravações de estúdio e entrevistas.
Após experiências com a música eletrônica por cerca de uma década, que incluiu dois álbuns de estúdio e outras gravações, a sonoridade escolhida é mais orgânica, graças à base completamente acústica como as primeiras canções da MPB.
A divulgação contou com apresentações em programas de TV e shows em cidades brasileiras.

## Antecedentes
Em 2006, após a divulgação de seu último trabalho fonográfico, Patricia Marx, de 2004 e consequentemente o fim do contrato com a gravadora Trama, com a qual desfrutou de bastante liberdade, criando dois discos que misturavam música eletrônica, drum and bossa e neo soul, a cantora começou a experimentar outros gêneros musicais em alguns dos shows que fazia, como jazz e bossa nova e homenageando artistas como Elisete Cardoso e Billie Holiday. Em entrevista revelou que a mudança veio por "ter cansado da música eletrônica em uma década de trabalho dedicado ao gênero".

## Produção e composição
Para o seu décimo álbum de estúdio, afastou-se ainda mais da música que fazia anteriormente, e para isso utilizou como referência a música brasileiras dos anos de 1960 e 1970, tais como as de Baden Powell e Vinícius de Morais. A exemplo, está a presença do violão de forma marcante como era na MPB daquela época. Junto ao seu marido, o produtor Bruno E., regravaram algumas das grandes obras da música brasileira que é "Passaredo" de Chico Buarque e Francis Hime. Participa também o mestre do samba paulistano Osvaldinho da Cuíca na faixa "Carnaval de Ilusão" em que é coautor com a Patricia.
Em entrevistas, disseram que o conceito do trabalho “É [mostrar] uma forma mais simples [de composição e sonoridade], com começo, meio e fim. Que conta uma história, que tem poesia, que dá para construir algo que comunica mais”, além de relembrar da infância: “No período em que comecei a pesquisar para fazer o disco, percebi em alguns filmes e discos uma volta àquela época. Senti no ar uma nostalgia de criança, de assuntos relacionados à infância. O que começou a chamar lá dentro, em minhas memórias musicais”.
Além da MPB, utilizou a linguagem da soul music na música "You´re Free", na qual há a participação do cantor e tecladista nigeriano Xantoné Blaca, ex-tecladista da cantora Amy Winehouse e parceiro de Bruno E. em seu disco Alma Sessions. Outro estilo, inédito em seus discos, é a música folk norte-americana presente na música "Three Short Stories", cujos arranjos de cordas foram feitos pelo músico e arranjador Renato Lemos, parceiro de André Abujamra em muitas produções.

## Lançamento e divulgação
O lançamento ocorreu em 27 de novembro de 2010, em um pocket show no espaço de eventos Marcos Rey. Além das novas canções, apresentou alguns dos maiores sucessos de sua trajetória. Foram distribuídas duas mil cópias da edição CD+DVD (tiragem= AA 2000).

## Lista de faixas
- Créditos adaptados do encarte do CD+DVD Patricia Marx & Bruno E., de 2010.[9][10][11]

| N.º | Título                                                         | Compositor(es)                                 | Duração |  |
| 1.  | "A Dança Das Flores"                                           | Patricia Marx / Bruno E.                       | 6:24    |  |
| 2.  | "Carnaval de Ilusão" (com Oswaldinho da Cuíca)                 | Patricia Marx / Bruno E. / Oswaldinho da Cuíca | 4:56    |  |
| 3.  | "Terra Seca"                                                   | Patricia Marx / Bruno E.                       | 3:41    |  |
| 4.  | "Minha Paz" (com Xantoné Blaca)                                | Patricia Marx / Bruno E.                       | 5:14    |  |
| 5.  | "Passaredo"                                                    | Chico Buarque / Francis Hime                   | 2:11    |  |
| 6.  | "Three Short Stories" (com Xantoné Blaca)                      | Patricia Marx / Bruno E. / Xantoné Blaca       | 5:17    |  |
| 7.  | "Oferenda"                                                     | Bruno E.                                       | 2:17    |  |
| 8.  | "Bençãos"                                                      | Patricia Marx / Bruno E.                       | 4:38    |  |
| 9.  | "Bailão de Janeiro"                                            | Patricia Marx / Bruno E.                       | 4:30    |  |
| 10. | "You're Free" (com Xantoné Blaca)                              | Patricia Marx / Bruno E. / Xantoné Blaca       | 7:15    |  |
| 11. | "Three Short Stories (Ao vivo em estúdio)" (com Xantoné Blaca) | Patricia Marx / Bruno E. / Xantoné Blaca       | 5:34    |  |
| 12. | "Three Short Stories (Strings version)" (com Xantoné Blaca)    | Patricia Marx / Bruno E. / Xantoné Blaca       | 5:17    |  |

| Faixas do DVD |                                            |         |  |
| N.º           | Título                                     | Duração |  |
| 1.            | "Minha Paz (Ao Vivo no Estúdio)"           |         |  |
| 2.            | "Dança das Flores (Ao Vivo no Estúdio)"    |         |  |
| 3.            | "You're Free (Ao Vivo no Estúdio)"         |         |  |
| 4.            | "Carnaval de Ilusão (Ao Vivo no Estúdio)"  |         |  |
| 5.            | "Bailão de Janeiro (Ao Vivo no Estúdio)"   |         |  |
| 6.            | "Three Short Stories (Ao Vivo no Estúdio)" |         |  |
| 7.            | "Oferenda (Ao Vivo no Estúdio)"            |         |  |
| 8.            | "Depoimentos"                              |         |  |
| 9.            | "Three Short Stories (Videoclipe)"         |         |  |
| 10.           | "Sessão de Fotos"                          |         |  |